# Rally d'Argentina 2012
Il Rally d'Argentina, che si è corso dal 27 al 29 aprile, è stato il quinto della 2012 e ha registrato la vittoria di Sébastien Loeb.

## Risultati

### Classifica
| Pos      | Pilota            | Co-Pilota            | Auto                           | Tempo     | Distacco  | Punti    |
| Generale | Generale          | Generale             | Generale                       | Generale  | Generale  | Generale |
| -------- | ----------------- | -------------------- | ------------------------------ | --------- | --------- | -------- |
| 1.       | Sébastien Loeb    | Daniel Elena         | Citroën DS3 WRC                | 5:34:38.8 | 0.0       | 25       |
| 2.       | Mikko Hirvonen    | Jarmo Lehtinen       | Citroën DS3 WRC                | 5:34:54.0 | 15.2      | 20       |
| 3.       | Mads Østberg      | Jonas Andersson      | Ford Fiesta RS WRC             | 5:37:49.2 | 3:10.4    | 15       |
| 4.       | Martin Prokop     | Zdeněk Hrůza         | Ford Fiesta RS WRC             | 5:44:24.1 | 9:45.3    | 12       |
| 5.       | Thierry Neuville  | Nicolas Gilsoul      | Citroën DS3 WRC                | 5:45:56.4 | 11:17.6   | 10       |
| 6.       | Petter Solberg    | Chris Patterson      | Ford Fiesta RS WRC             | 5:46:41.0 | 12:02.2   | 11       |
| 7.       | Sébastien Ogier   | Julien Ingrassia     | Škoda Fabia S2000              | 5:47:04.1 | 12:25.3   | 6        |
| 8.       | Evgeny Novikov    | Denis Giraudet       | Ford Fiesta RS WRC             | 5:55:49.0 | 21:10.2   | 4        |
| 9.       | Nasser Al-Attiyah | Giovanni Bernacchini | Citroën DS3 WRC                | 6:03:01.4 | 28:22.6   | 3        |
| 10.      | Ott Tänak         | Kuldar Sikk          | Ford Fiesta RS WRC             | 6:11:58.3 | 37:19.5   | 1        |
| PWRC     |                   |                      |                                |           |           |          |
| 1.(11.)  | Benito Guerra     | Borja Rozada         | Mitsubishi Lancer Evolution X  | 6:12:00.6 | 0.0       | 25       |
| 2.(13.)  | Nicolás Fuchs     | Fernando Mussano     | Mitsubishi Lancer Evolution X  | 6:16:19.7 | 4:19.1    | 18       |
| 3.(14.)  | Valeriy Gorban    | Andriy Nikolaiev     | Mitsubishi Lancer Evolution IX | 6:18:45.2 | 6:44.6    | 15       |
| 4.(15.)  | Marcos Ligato     | Rubén García         | Subaru Impreza WRX STI         | 6:25:00.0 | 12:59.4   | 12       |
| 5.(16.)  | Gianluca Linari   | Nicola Arena         | Subaru Impreza WRX STI         | 6:40:24.8 | 28:24.2   | 10       |
| 6.(17.)  | Ezequiel Campos   | Cristian Winkler     | Mitsubishi Lancer Evolution X  | 6:47:27.4 | 35:26.8   | 8        |
| 7.(18.)  | Subhan Aksa       | Hade Mboi            | Mitsubishi Lancer Evolution X  | 6:47:44.9 | 35:44.3   | 6        |
| 8.(23.)  | Lorenzo Bertelli  | Lorenzo Granai       | Mitsubishi Lancer Evolution IX | 7:35:06.4 | 1:23:05.8 | 4        |

### Prove speciali
| Giorno                    | Prova | Ora   | Nome                           | Lunghezza | Vincitore        | Tempo   | V. media    | Leader del rally |
| ------------------------- | ----- | ----- | ------------------------------ | --------- | ---------------- | ------- | ----------- | ---------------- |
| Frazione 1 (26–27 aprile) | PS1   | 20:08 | SSS Amarok 1                   | 6.04 km   | Petter Solberg   | 4:54.9  | 73.73 km/h  | Petter Solberg   |
| Frazione 1 (26–27 aprile) | PS2   | 7:28  | La Pampa / La Pampa 1          | 37.51 km  | Sébastien Loeb   | 23:12.5 | 96.97 km/h  | Petter Solberg   |
| Frazione 1 (26–27 aprile) | PS3   | 8:21  | Ascochinga / Agua de Oro 1     | 51.88 km  | Petter Solberg   | 37:50.7 | 82.25 km/h  | Petter Solberg   |
| Frazione 1 (26–27 aprile) | PS4   | 12:46 | La Pampa / La Pampa 2          | 37.51 km  | Sébastien Loeb   | 22:56.3 | 98.11 km/h  | Mikko Hirvonen   |
| Frazione 1 (26–27 aprile) | PS5   | 13:39 | Ascochinga / Agua de Oro 2     | 51.88 km  | Sébastien Loeb   | 37:21.8 | 83.31 km/h  | Sébastien Loeb   |
| Frazione 1 (26–27 aprile) | PS6   | 17:23 | Cosquin / Villa Allende        | 19.18 km  | Mikko Hirvonen   | 13:36.7 | 84.54 km/h  | Sébastien Loeb   |
| Frazione 2 (28 aprile)    | PS7   | 8:30  | San Agustin / Santa Rosa 1     | 20.18 km  | Sébastien Loeb   | 12:41.3 | 95.42 km/h  | Sébastien Loeb   |
| Frazione 2 (28 aprile)    | PS8   | 9:18  | Amboy / Santa Monica 1         | 20.33 km  | Mikko Hirvonen   | 10:40.5 | 114.26 km/h | Sébastien Loeb   |
| Frazione 2 (28 aprile)    | PS9   | 10:31 | Intiyaco / Golpe de Agua 1     | 39.74 km  | Mikko Hirvonen   | 22:48.1 | 104.57 km/h | Sébastien Loeb   |
| Frazione 2 (28 aprile)    | PS10  | 14:44 | San Agustin / Santa Rosa 2     | 20.18 km  | Petter Solberg   | 12:32.3 | 96.57 km/h  | Sébastien Loeb   |
| Frazione 2 (28 aprile)    | PS11  | 15:32 | Amboy / Santa Monica 2         | 20.33 km  | Petter Solberg   | 10:30.4 | 116.10 km/h | Sébastien Loeb   |
| Frazione 2 (28 aprile)    | PS12  | 16:45 | Intiyaco / Golpe de Agua 2     | 39.74 km  | Petter Solberg   | 22:36.2 | 105.49 km/h | Sébastien Loeb   |
| Frazione 2 (28 aprile)    | PS13  | 20:08 | SSS Amarok 2                   | 6.04 km   | Thierry Neuville | 4:49.4  | 75.13 km/h  | Sébastien Loeb   |
| Frazione 3 (29 aprile)    | PS14  | 8:00  | Matadero / Ambul               | 65.74 km  | Petter Solberg   | 38:16.0 | 103.08 km/h | Sébastien Loeb   |
| Frazione 3 (29 aprile)    | PS15  | 9:51  | Mina Clavero / Giulio Cesare 1 | 17.41 km  | Petter Solberg   | 15:38.1 | 66.81 km/h  | Sébastien Loeb   |
| Frazione 3 (29 aprile)    | PS16  | 10:32 | El Condor / Copina             | 16.32 km  | Petter Solberg   | 13:17.5 | 73.67 km/h  | Sébastien Loeb   |
| Frazione 3 (29 aprile)    | PS17  | 14:07 | Mina Clavero / Giulio Cesare 2 | 17.41 km  | Petter Solberg   | 15:29.3 | 67.44 km/h  | Sébastien Loeb   |
| Frazione 3 (29 aprile)    | PS18  | 14:48 | El Condor / Casilla Negra      | 11.16 km  | Petter Solberg   | 9:37.6  | 69.56 km/h  | Sébastien Loeb   |
| Frazione 3 (29 aprile)    | PS19  | 15:21 | Copina (Power stage)           | 4.15 km   | Petter Solberg   | 2:32.9  | 97.71 km/h  | Sébastien Loeb   |

### Power Stage
| Pos | Pilota            | Tempo    | Distacco | V. media  | Punti |
| --- | ----------------- | -------- | -------- | --------- | ----- |
| 1   | Petter Solberg    | 2:32.915 | 0.000    | 97.7 km/h | 3     |
| 2   | Mikko Hirvonen    | 2:34.063 | +1.148   | 97.0 km/h | 2     |
| 3   | Nasser Al-Attiyah | 2:34.470 | +1.555   | 96.8 km/h | 1     |

## Classifiche Mondiali

### Piloti
| Pos | Pilota                   | Punti |
| --- | ------------------------ | ----- |
| 1   | Sébastien Loeb           | 91    |
| 2   | Petter Solberg           | 73    |
| 3   | Mikko Hirvonen           | 70    |
| 4   | Mads Østberg             | 68    |
| 5   | Evgeny Novikov           | 43    |
| 6   | Jari-Matti Latvala       | 28    |
| 7   | Martin Prokop            | 26    |
| 8   | Nasser Al-Attiyah        | 23    |
| 9   | Dani Sordo               | 21    |
| 10  | Ott Tänak                | 16    |
| 11  | Sébastien Ogier          | 16    |
| 12  | Thierry Neuville         | 14    |
| 13  | François Delecour        | 8     |
| 14  | Dennis Kuipers           | 8     |
| 15  | Armindo Araújo           | 7     |
| 16  | Pierre Campana           | 6     |
| 17  | Henning Solberg          | 6     |
| 18  | Patrik Sandell           | 4     |
| 19  | Ken Block                | 2     |
| 20  | Jari Ketomaa             | 2     |
| 21  | Eyvind Brynildsen        | 1     |
| 22  | Ricardo Triviño          | 1     |
| 23  | Peter van Merksteijn Jr. | 1     |

### Costruttori
| Pos | Team                                  | Punti |
| --- | ------------------------------------- | ----- |
| 1   | Citroën Total World Rally Team        | 151   |
| 2   | Ford World Rally Team                 | 106   |
| 3   | M-Sport Stobart Ford World Rally Team | 81    |
| 4   | Qatar World Rally Team                | 37    |
| 5   | Citroën Junior World Rally Team       | 30    |
| 6   | Adapta World Rally Team               | 27    |
| 7   | Mini WRC Team                         | 26    |
| 8   | WRC Team Mini Portugal                | 10    |

### Piloti P-WRC
| Pos | Pilota            | Punti |
| --- | ----------------- | ----- |
| 1   | Benito Guerra     | 50    |
| 2   | Michał Kościuszko | 40    |
| 3   | Nicolás Fuchs     | 36    |
| 4   | Gianluca Linari   | 22    |
| 5   | Louise Cook       | 18    |
| 6   | Valeriy Gorban    | 15    |
| 7   | Marcos Ligato     | 12    |
| 8   | Rodrigo Salgado   | 10    |
| 9   | Ezequiel Campos   | 8     |
| 10  | Ramona Karlsson   | 8     |
| 11  | Suban Aksa        | 6     |
| 12  | Lorenzo Bertelli  | 4     |